# Armoracia rusticana
Cải ngựa là một loài thực vật có hoa trong họ Cải. Loài này được P.Gaertn., B.Mey. & Scherb. mô tả khoa học đầu tiên năm 1800.